# Kalynthos
Kalynthos (altgriechisch Κάλυνθος) war ein griechischer Bildhauer aus Aigina, der in der ersten Hälfte des 5. Jahrhunderts v. Chr. tätig war.
Pausanias erwähnt einen Bildhauer Kalynthos, der gemeinsam mit Onatas ein Weihegeschenk arbeitete, das Tarent nach seinem Sieg über Peuketien um 470 v. Chr. dem Apollon in Delphi stiftete. Auf der Akropolis in Athen fand sich eine Weihinschrift aus dieser Zeit, nach der ein Kalynthos mit seinem Bruder Polytimos eine von Diopeithes signierte Weihestatue an die Göttin Athena gestiftet haben soll. 
Die Lesungen der Namen sind jedoch nicht sicher, als mögliche andere Lesungen wurden Hageladas, Kalliteles oder Kalamis vorgeschlagen. Dennoch wurde verschiedentlich die Annahme unterstützt, dass Kalynthos zu lesen sei und der delphische mit dem athenischen Kalynthos identisch sei.